# منطقه شمال شرقی (غنا)
ناحیه شمال شرقی (به لاتین: North East Region) یک استان در غنا است که در غنا واقع شده‌است. ناحیه شمال شرقی ۵۸۸٬۸۰۰ نفر جمعیت دارد.